# Украјинска презимена
Назив појединих особа у Украјини често се записује кроз, по рођењу дато име, формирано име према имену оца и наслеђено породично име. На сличан начин се именују и у Русији и Белорусији. Док су дата украјинска имена код особа често латинског, грчког, норманског и словенског порекла, украјинска презимена имају своју словенску специфичност и дужу историју морфолошког формирања.

## Украјинска презимена
Код украјинских презимена најчешћи наставци су: 
-ук (Кравчук) 
-юк (Костюк) 
-шин (Василишин) 
-ин / -ін (Савчин / Бабін) 
-ів / -їв (Іванів / Андріїв, Агеїв)
-енк- (Даниленко) 
-єнк- (Матвієнко) 
-ко (Кличко)
Ова прва група спада у наставке који су се формирали према именима очева или њихових предака. 
Код друге групе наставака најчешћи су наставци: 
-iй (Палій)
-ай (Тягай)
-ло (Трясило)
-йло (Міняйло)
-ун (Тихун)
-ан (Мовчан)
-ик / -ік (Петрик / Павлік)
-ник (Бердник)
-ар (Кобзар)
-енко (Коваленко).
За ове наставке је карактеристична је повезаност за занимањима људи.
Трећа група наставака повезује презиме особе са његовим пребивалиштем или географским пореклом, а најчешћи наставци су: 
-ський (Коцюбинський)
-цький (Старицький)
-ецький (Борецький)
-ий (Кропивницький).
Ово су неки чести наставци украјинских презимена, дакле нису сви наставци